# Zawodskoj (Kraj Nadmorski)
Zawodskoj (ros. Заводской) – dawne osiedle typu miejskiego w Kraju Nadmorskim na Rosyjskim Dalekim Wschodzie. Obecnie część miasta Artiom.
W 2002 roku osiedle posiadało populację 15 228 osób. W 2004 wraz z Artiomowskim i Ugłowoje zostało włączone w obszar miasta Artiom.